# Ebeltoft Landsogn
Ebeltoft Landsogn eller Ebeltoft Landdistrikt var et dansk købstadslanddistrikt, nærmere bestemt den del af det forhenværende Ebeltoft Sogn som lå uden for Ebeltoft Købstadskommune.
Ebeltoft Landsogn lå på sydspidsen af halvøen Hasnæs (også kaldt Ebeltoft Halvø eller Dråby Halvø og tidligere Hassens). Ebeltoft Landsogn grænsede mod nord til Dråby Sogn og mod nordvest til Ebeltoft. Landsognet omfattede også øen Hjelm ca. 7 km øst for halvøen.
I Ebeltoft Landsogn lå landsbyerne Elsegårde og Skovgårde samt skoven Elsegårde Skov. Landsognet havde et areal på 2.324 tønder land (12,8 km2). Der var en mindre grænsejustering i 1947.
Landsognet havde ikke egen kirke men betjentes af Ebeltoft Kirke i købstadsdelen af Ebeltoft Sogn.

## Sognekommune
Ebeltoft Landsogn udgjorde fra 1. januar 1842 til 1. april 1966 sin egen sognekommune. Sognekommunen delte fattigvæsen med Ebeltoft købstadskommune. Den blev nedlagt og inkluderet i Ebeltoft købstadskommune i 1966.
Sognekommunen skrev danmarkshistorie da den i 1913 fik Danmarks første kvindelige sognerådsformand, Lovise Nielsen.